# REVA

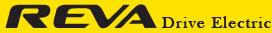
Logo de l'entreprise

La petite voiture électrique 2+2 places REVA a été produite à Bangalore en Inde de 2001 à 2012 par la REVA Electric Car Company, devenue depuis 2010 une co-entreprise avec Mahindra & Mahindra.
Mue par un moteur électrique à courant alternatif et alimentée par huit batteries au plomb de 6 volts, sa vitesse de pointe est de 80 km/h et son autonomie annoncée de 80 km. La REVA est vendue en Angleterre de 2003 à 2011 sous le nom de G-Wiz,. Elle a été disponible dans d'autres pays européens, dont la Belgique de 2007 à 2009 et la France de 2008 à 2010.
Une version à batteries lithium-ion, la REVA L-ion, a été disponible au début de 2009. Plus légère de 100 kg, son autonomie était augmentée, ses performances supérieures et sa recharge plus rapide. Un chargeur externe rapide aurait permis de la recharger à 90 % en 1 h.
Plusieurs véhicules ont été détruits lors d'une partie de bataille-navale dans l'épisode 5 de l'émission The Grand Tour. Les G-Wiz étaient larguées depuis des grues pour détruire des véhicules au sol.
Dans l'épisode 9 de l'émission The Grand Tour, une G-Wiz a été rechargée grâce à des appareils de musculation.

## Liens et articles connexes
- Véhicule propre
- Véhicule électrique
- Site officiel de la « REVA Electric Car Company »

### Distributeurs francophones
Par ordre alphabétique :
- Belgique
- France